# Canton de Ceyzériat
Le canton de Ceyzériat est une circonscription électorale française située dans le département de l'Ain en région Auvergne-Rhône-Alpes.
À la suite du redécoupage cantonal de 2014, les limites territoriales du canton sont remaniées. Le nombre de communes du canton passe de 11 à 22.

## Géographie
Ce canton est organisé autour de Ceyzériat dans l'arrondissement de Bourg-en-Bresse. Son altitude varie de 240 m (Ceyzériat) à 668 m (Grand-Corent) pour une altitude moyenne de 325 m.

## Histoire
- Le canton de Ceyzériat a été créé en 1801[2].
- De 1833 à 1848, les cantons de Pont-d'Ain et de Ceyzériat avaient le même conseiller général. Le nombre de conseillers généraux était limité à 30 par département[5].
- Un nouveau découpage territorial de l'Ain (département) entre en vigueur à l'occasion des élections départementales de mars 2015, défini par le décret du 13 février 2014[4], en application des lois du 17 mai 2013 (loi organique 2013-402 et loi 2013-403)[6]. Les conseillers départementaux sont, à compter de ces élections, élus au scrutin majoritaire binominal mixte. Les électeurs de chaque canton élisent au Conseil départemental, nouvelle appellation du Conseil général, deux membres de sexe différent, qui se présentent en binôme de candidats. Les conseillers départementaux sont élus pour six ans au scrutin binominal majoritaire à deux tours, l'accès au second tour nécessitant 12,5 % des inscrits au premier tour. En outre la totalité des conseillers départementaux est renouvelée. Ce nouveau mode de scrutin nécessite un redécoupage des cantons dont le nombre est divisé par deux avec arrondi à l'unité impaire supérieure si ce nombre n'est pas entier impair, assorti de conditions de seuils minimaux[7]. Dans l'Ain, le nombre de cantons passe ainsi de 43 à 23. Le nombre de communes du canton de Ceyzériat passe de 11 à 22.
- Le nouveau canton de Ceyzériat est formé de communes des anciens cantons de Pont-d'Ain (7 communes), de Ceyzériat (2 communes), de Chalamont (8 communes) et de Péronnas (5 communes). Le canton est entièrement inclus dans l'arrondissement de Bourg-en-Bresse. Le bureau centralisateur est situé à Ceyzériat.

## Représentation

### Conseillers départementaux depuis 2015
| Période élective | Période élective | Mandat | Mandat   | Identité          | Nuance | Nuance | Qualité |
| ---------------- | ---------------- | ------ | -------- | ----------------- | ------ | ------ | --- |
| 2015             | 2021             | 2015   | 2021     | Jean-Yves Flochon |        | LR     | Maire de Ceyzériat Vice-Président délégué à l'aménagement, aux aides aux communes, à l'habitat, à la ruralité et à l'agriculture                                                                    |
| 2015             | 2021             | 2015   | 2021     | Martine Tabouret  |        | DVD    | Professeur de mathématiques Adjointe au Maire de Dompierre-sur-Veyle (maire depuis 2020) Vice-Présidente déléguée aux collèges, aux affaires scolaires, à la jeunesse et à l'enseignement supérieur |
| 2021             | 2028             | 2021   | en cours | Jean-Yves Flochon |        | LR     | Conseiller sortant Vice-président délégué à l'agriculture, à la préservation de la biodiversité et des ressources (eau, air, sol et forêt) et à l'environnement Suppléant de Xavier Breton, député  |
| 2021             | 2028             | 2021   | en cours | Martine Tabouret  |        | DVD    | Conseillère sortante Vice-présidente déléguée à la démographie médicale et à l'autonomie (personnes âgées et personnes handicapées)                                                                 |

#### Élections de mars 2015
À l'issue du premier tour des élections départementales de 2015, trois binômes sont en ballottage : Jean-Yves Flochon et Martine Tabouret (Union de la Droite, 34,78 %), Roxane Chaudesaigues et Didier Girard (FN, 30,35 %) et Rachel Mazuir et Marie-Claire Panabieres (Union de la Gauche, 25,39 %). Le taux de participation est de 53,32 % (9 511 votants sur 17 838 inscrits) contre 48,99 % au niveau départemental et 50,17 % au niveau national.
Au second tour, Jean-Yves Flochon et Martine Tabouret (Union de la Droite) sont élus avec 41,51 % des suffrages exprimés et un taux de participation de 56,05 % (4 014 voix pour 9 998 votants et 17 838 inscrits).

#### Élections de juin 2021
Le premier tour des élections départementales de 2021 est marqué par un très faible taux de participation (33,26 % au niveau national). Dans le canton de Ceyzériat, ce taux de participation est de 34,56 % (6 642 votants sur 19 221 inscrits) contre 31,48 % au niveau départemental. À l'issue de ce premier tour, deux binômes sont en ballotage : Jean-Yves Flochon et Martine Tabouret (Union à droite, 47,33 %) et Sonia Debias Saïd et Éric Thomas (DVG, 30,75 %).
Le second tour des élections est marqué une nouvelle fois par une abstention massive équivalente au premier tour. Les taux de participation sont de 34,3 % au niveau national, 31,83 % dans le département et 34,19 % dans le canton de Ceyzériat. Jean-Yves Flochon et Martine Tabouret (Union à droite) sont élus avec 64,98 % des suffrages exprimés (4 043 voix pour 6 575 votants et 19 231 inscrits),.

### Période antérieure à 2015

#### Conseillers généraux de 1833 à 2015
| Période   | Période      | Identité                       | Étiquette                   | Qualité |
| --------- | ------------ | ------------------------------ | --------------------------- | --- |
| 1833      | 1848         | Jean-Jacques Durand de Chiloup |                             | Ancien lieutenant de cavalerie Maire de Bourg-en-Bresse (1816-1830) Président du Conseil Général Propriétaire à Saint-Martin-du-Mont |
| 1848      | 1852         | Marie Pingeon                  |                             | Juge de paix à Treffort |
| 1852      | 1856         | Nicolas Vincent de Lormet      |                             | Propriétaire à Bourg Député (1852-1854), Sénateur (1854-1870)                                                                        |
| 1856      | 1864         | Félix Lyvet                    |                             | Juge de paix à Ceyzériat |
| 1864      | 1871         | M. Guillon                     |                             | Juge suppléant au Tribunal de Bourg                                                                                                  |
| 1871      | 1886         | Philippe Guillon               | Droite                      | Avocat à Bourg-en-Bresse |
| 1886      | 1898 (décès) | Francisque Rive                | Républicain (centre gauche) | Avocat à Belley puis à Lyon puis procureur, ancien député (1871-1876)                                                                |
| juin 1898 | 1917 (décès) | Albert Gaillard (1853-1917)    | Conservateur                | Médecin - Maire de Drom (1886-1917), conseiller d'arrondissement                                                                     |
| 1917      | 1919         | siège vacant                   |                             | |
| 1919      | 1933 (décès) | Joseph Bernier                 | ERD                         | Minotier à Bourg-en-Bresse, député (1919-1924) Président de la chambre de commerce de Bourg                                          |
| 1933      | 1940         | Lucien Genty                   | Rad.                        | Propriétaire Maire de Villereversure, conseiller d'arrondissement                                                                    |
|           |              |                                |                             | |
| 1945      | 1976         | Émile Bouvard (1907-1988)      | Rad.                        | Industriel biscuitier Maire de Ceyzériat                                                                                             |
| 1976      | 1994         | Jean Rappy (1920-2004)         | RPR                         | Maire de Hautecourt-Romanèche (1973-1995)                                                                                            |
| 1994      | 2001         | Bernard Chanel (1935-2005)     | DVG                         | Maçon puis responsable de chantier Maire de Jasseron (1977-2001)                                                                     |
| 2001      | 2015         | Jean-Yves Flochon              | DVD puis UMP                | Dirigeant de société Maire de Ceyzériat depuis 2001 Suppléant du député Xavier Breton (depuis 2012)                                  |

#### Conseillers d'arrondissement (de 1833 à 1940)
| Période                                  | Période      | Identité                                       | Étiquette   | Qualité |
| ---------------------------------------- | ------------ | ---------------------------------------------- | ----------- | --- |
| 1833                                     | 1837 (décès) | Charles Pierre Loubat de Bohan (1806-1837)     |             | Propriétaire, maire de Bohas (1831-1837)                                                                    |
| 1837                                     | 1848         | M. Definance                                   |             | Propriétaire à Simandre                                                                                     |
| 1848                                     | 1852         | Joseph Marie Félix Lyvet                       |             | Juge de paix à Ceyzériat                                                                                    |
| 1852                                     | 1869 (décès) | Antoine-Marie Olivier                          |             | Médecin à Villereversure                                                                                    |
| 1869                                     | 1871         | Charles Joseph Martel (1810-1890)              |             | Médecin, maire de Villereversure                                                                            |
| 1871                                     | 1877         | Joseph Célestin Gaillard (1808-1885)           |             | Ancien notaire à Simandre                                                                                   |
| 1877                                     | 1886         | Pierre-Marie Bernard (1826-1897)               | Républicain | Meunier, maire de Bohas                                                                                     |
| 1886                                     | 1898         | Albert Gaillard                                | Droite      | Médecin - Maire de Drom                                                                                     |
|                                          |              |                                                |             | |
| 1901                                     | 1925         | César Bernard (1859-1934, fils de P.M.Bernard) | Radical     | Cultivateur, maire de Bohas                                                                                 |
| 1925                                     | 1933         | Lucien Genty                                   | Radical     | Propriétaire, maire de Villereversure                                                                       |
| 1933                                     | 1940         | M. Joly                                        | Radical     | Maire de Hautecourt                                                                                         |
| 1940                                     |              |                                                |             | Les conseils d'arrondissement ont été suspendus par la loi du 12 octobre 1940 et n'ont jamais été réactivés |
| Les données manquantes sont à compléter. |              |                                                |             | |

Source : Journal Le Courrier de l'Ain sur le site des archives départementales.

## Composition

Localisation du canton dans l'Ain avant 2015.

### Composition avant 2015
Le canton de Ceyzériat regroupait onze communes.
| Nom                   | Code Insee | Codepostal | Superficie (km2) | Population (dernière pop. légale) | Densité (hab./km2) |
| --------------------- | ---------- | ---------- | ---------------- | --------------------------------- | ------------------ |
| Ceyzériat (chef-lieu) | 01072      | 01250      | 9,36             | 2 939 (2012)                      | 314                |
| Cize                  | 01106      | 01250      | 4,52             | 173 (2012)                        | 38                 |
| Drom                  | 01150      | 01250      | 7,78             | 214 (2012)                        | 28                 |
| Grand-Corent          | 01177      | 01250      | 7,13             | 170 (2012)                        | 24                 |
| Hautecourt-Romanèche  | 01184      | 01250      | 21,60            | 796 (2012)                        | 37                 |
| Jasseron              | 01195      | 01250      | 18,93            | 1 664 (2012)                      | 88                 |
| Bohas-Meyriat-Rignat  | 01245      | 01250      | 23,51            | 853 (2012)                        | 36                 |
| Ramasse               | 01317      | 01250      | 9,86             | 271 (2012)                        | 27                 |
| Revonnas              | 01321      | 01250      | 7,75             | 871 (2012)                        | 112                |
| Simandre-sur-Suran    | 01408      | 01250      | 16,30            | 679 (2012)                        | 42                 |
| Villereversure        | 01447      | 01250      | 17,45            | 1 212 (2012)                      | 69                 |

### Composition à partir de 2015
Le nouveau canton de Ceyzériat comprend vingt-deux communes entières :
| Nom                               | Code Insee | Intercommunalité                | Superficie (km2) | Population (dernière pop. légale) | Densité (hab./km2) | Modifier                                    |
| --------------------------------- | ---------- | ------------------------------- | ---------------- | --------------------------------- | ------------------ | ------------------------------------------- |
| Ceyzériat (bureau centralisateur) | 01072      | CA du Bassin de Bourg-en-Bresse | 9,36             | 3 306 (2022)                      | 353                | modifier les données · modifier les données |
| Certines                          | 01069      | CA du Bassin de Bourg-en-Bresse | 15,92            | 1 518 (2022)                      | 95                 | modifier les données · modifier les données |
| Chalamont                         | 01074      | CC de la Dombes                 | 32,88            | 2 544 (2022)                      | 77                 | modifier les données · modifier les données |
| Châtenay                          | 01090      | CC de la Dombes                 | 14,95            | 358 (2022)                        | 24                 | modifier les données · modifier les données |
| Châtillon-la-Palud                | 01092      | CC de la Dombes                 | 14,01            | 1 675 (2022)                      | 120                | modifier les données · modifier les données |
| Crans                             | 01129      | CC de la Dombes                 | 13,23            | 316 (2022)                        | 24                 | modifier les données · modifier les données |
| Dompierre-sur-Veyle               | 01145      | CA du Bassin de Bourg-en-Bresse | 29,10            | 1 225 (2022)                      | 42                 | modifier les données · modifier les données |
| Druillat                          | 01151      | CA du Bassin de Bourg-en-Bresse | 20,72            | 1 144 (2022)                      | 55                 | modifier les données · modifier les données |
| Journans                          | 01197      | CA du Bassin de Bourg-en-Bresse | 2,43             | 384 (2022)                        | 158                | modifier les données · modifier les données |
| Lent                              | 01211      | CA du Bassin de Bourg-en-Bresse | 31,48            | 1 459 (2022)                      | 46                 | modifier les données · modifier les données |
| Montagnat                         | 01254      | CA du Bassin de Bourg-en-Bresse | 13,75            | 2 164 (2022)                      | 157                | modifier les données · modifier les données |
| Le Plantay                        | 01299      | CC de la Dombes                 | 19,96            | 569 (2022)                        | 29                 | modifier les données · modifier les données |
| Revonnas                          | 01321      | CA du Bassin de Bourg-en-Bresse | 7,75             | 905 (2022)                        | 117                | modifier les données · modifier les données |
| Saint-André-sur-Vieux-Jonc        | 01336      | CA du Bassin de Bourg-en-Bresse | 24,22            | 1 216 (2022)                      | 50                 | modifier les données · modifier les données |
| Saint-Just                        | 01369      | CA du Bassin de Bourg-en-Bresse | 3,38             | 953 (2022)                        | 282                | modifier les données · modifier les données |
| Saint-Martin-du-Mont              | 01374      | CA du Bassin de Bourg-en-Bresse | 28,09            | 1 953 (2022)                      | 70                 | modifier les données · modifier les données |
| Saint-Nizier-le-Désert            | 01381      | CC de la Dombes                 | 24,96            | 922 (2022)                        | 37                 | modifier les données · modifier les données |
| Servas                            | 01405      | CA du Bassin de Bourg-en-Bresse | 13,05            | 1 287 (2022)                      | 99                 | modifier les données · modifier les données |
| Tossiat                           | 01422      | CA du Bassin de Bourg-en-Bresse | 10,17            | 1 389 (2022)                      | 137                | modifier les données · modifier les données |
| La Tranclière                     | 01425      | CA du Bassin de Bourg-en-Bresse | 14,75            | 288 (2022)                        | 20                 | modifier les données · modifier les données |
| Versailleux                       | 01434      | CC de la Dombes                 | 18,77            | 500 (2022)                        | 27                 | modifier les données · modifier les données |
| Villette-sur-Ain                  | 01449      | CC de la Dombes                 | 19,38            | 763 (2022)                        | 39                 | modifier les données · modifier les données |
| Canton de Ceyzériat               | 0107       |                                 | 382,31           | 26 838 (2022)                     | 70                 | modifier les données                        |

## Démographie

### Démographie avant 2015
| 1962  | 1968  | 1975  | 1982  | 1990  | 1999  | 2006  | 2011  | 2012  |
| ----- | ----- | ----- | ----- | ----- | ----- | ----- | ----- | ----- |
| 5 082 | 5 340 | 5 606 | 6 434 | 6 948 | 7 898 | 8 618 | 9 592 | 9 842 |

### Démographie depuis 2015
En 2022, le canton comptait 26 838 habitants, en évolution de +4,82 % par rapport à 2016 (Ain : +5,15 %, France hors Mayotte : +2,11 %).
| 2013   | 2018   | 2022   |
| ------ | ------ | ------ |
| 24 922 | 25 961 | 26 838 |